# Francesca Schiavone
Francesca Schiavone (Milão, 23 de junho de 1980) é uma ex-tenista profissional italiana, que teve como melhor ranking na carreira  a 4ª colocação de simples na WTA, sendo esta a melhor posição ocupada por uma italiana. Ela também entrou para a história do tênis por disputar o jogo mais longo da história dos torneios femininos do Grand Slam e por ser a primeira italiana a vencer um torneio do "Grand Slam", ao derrotar na final de Roland-Garros 2010 a australiana Samantha Stosur.

## Carreira profissional
Schiavone possui sete títulos no WTA Tour, além disso a italiana tem mais 11 vice-campeonatos. Ela integrou a equipe italiana que foi campeã da Fed Cup em 2006. Pois, ela, Mara Santangelo, Flavia Pennetta e Roberta Vinci derrotaram a Bélgica na final por 3 a 2. Em 2009 e 2010 a Itália voltou a vencer a competição, vencendo os Estados Unidos nas duas ocasiões. Em Roland Garros de 2008, Schiavone foi vice-campeã das duplas femininas jogando com a australiana Casey Dellacqua, ao perder na decisão para as espanholas Anabel Medina Garrigues e Virgínia Ruano Pascual. Já em 2011, ficou com o vice-campeonato de simples de Roland Garros ao perder na final para a chinesa Na Li. Entretanto, sua maior conquista da carreira veio em 2010, quando levantou a tão sonhada taça da chave de simples do Torneio de Roland Garros, com uma vitória na final sobre a australiana Samantha Stosur.

## Campeã feminina de Roland Garros
Em 5 de junho de 2010, Schiavone se torna a primeira italiana na história do tênis a vencer um título individual de Grand Slam, ao derrotar na final de Roland Garros a australiana Samantha Stosur, número 7 do mundo, por 6/4 e 7/6(2). A vitória a fez alcançar o número 6 do ranking mundial de tênis, frequentando o top-ten pela primeira vez na carreira e superando a melhor italiana neste quesito, Flavia Pennetta, que havia obtido o número 10 em 2009.

### Grand Slam

#### Simples: 2 (1 título, 1 vice)
| Posição | Ano  | Campeonato    | Piso   | Oponente        | Placar        |
| ------- | ---- | ------------- | ------ | --------------- | ------------- |
| Campeã  | 2010 | Roland Garros | Saibro | Samantha Stosur | 6–4, 7–6(7–2) |
| Vice    | 2011 | Roland Garros | Saibro | Li Na           | 4–6, 6–7(0–7) |

#### Duplas: 1 (1 vice)
| Posição | Ano  | Campeonato    | Piso   | Parceira        | Oponentes                                      | Placar        |
| ------- | ---- | ------------- | ------ | --------------- | ---------------------------------------------- | ------------- |
| Vice    | 2008 | Roland Garros | Saibro | Casey Dellacqua | Anabel Medina Garrigues Virginia Ruano Pascual | 6–2, 5–7, 4–6 |

## WTA Tour

### Simples
| Antes de 2009         | Depois de 2009        |
| --------------------- | --------------------- |
| Grand Slam (1)        |                       |
| WTA Championships (0) |                       |
| Tier I (0)            | Premier Mandatory (0) |
| Tier II (0)           | Premier 5 (0)         |
| Tier III (1)          | Premier (1)           |
| Tier IV (0)           | International (2)     |

| No. | Data                | Torneio                         | Superfície     | Oponente na Final | Placar in Final |
| 1.  | 29 de julho 2007    | Bad Gastein, Áustria            | saibro         | Yvonne Meusburger | 6–1, 6–4        |
| 2.  | 25 de outubro 2009  | Moscou, Rússia                  | dura (coberta) | Olga Govortsova   | 6–3, 6–0        |
| 3.  | 17 de abril de 2010 | Barcelona, Espanha              | saibro         | Roberta Vinci     | 6–1, 6–1        |
| 4.  | 5 de junho de 2010  | Aberto da França, Paris, França | saibro         | Samantha Stosur   | 6–4, 7–6(2)     |
| 5.  | 26 de maio de 2012  | Estrasburgo, França             | saibro         | Alize Cornet      | 6-4, 6-4        |

### Duplas
| Antes de 2009         | Depois de 2009        |
| --------------------- | --------------------- |
| Grand Slam (0)        |                       |
| WTA Championships (0) |                       |
| Tier I (1)            | Premier Mandatory (0) |
| Tier II (4)           | Premier 5 (1)         |
| Tier III (1)          | Premier (0)           |
| Tier IV (0)           | International (0)     |

| No. | Data                    | Torneio                       | Superfície     | Parceira           | Oponentes na final                     | Placar in Final |
| 1.  | 29 de Julho de 2001     | Sopot, Polônia                | saibro         | Joannette Kruger   | Yuliya Beygelzimer Anastasia Rodionova | 6–4 6–0         |
| 2.  | 2 de Maio de 2004       | Varsóvia, Polônia             | saibro         | Silvia Farina Elia | Gisela Dulko Patricia Tarabini         | 3–6 6–2 6–1     |
| 3.  | 26 de Fevereiro de 2005 | Doha, Qatar                   | dura           | Alicia Molik       | Cara Black Liezel Huber                | 6–3 6–4         |
| 4.  | 25 de Fevereiro de 2006 | Dubai, Emirados Árabes Unidos | dura           | Květa Peschke      | Svetlana Kuznetsova Nadia Petrova      | 3–6 7–6 6–3     |
| 5.  | 1 de outubro de 2006    | Luxemburgo                    | dura (coberta) | Květa Peschke      | Anna-Lena Grönefeld Liezel Huber       | 2–6 6–4 6–1     |
| 6.  | 15 de outubro de 2006   | Moscou, Rússia                | carpete        | Květa Peschke      | Iveta Benešová Galina Voskoboeva       | 6–4 6–7 6–1     |
| 7.  | 3 de outubro de 2009    | Tóquio, Japão                 | dura (coberta) | Alisa Kleybanova   | Daniela Hantuchová Ai Sugiyama         | 6–4, 6–2        |

### Fed Cup
- 2006 contra a Bélgica por 3-2, com Roberta Vinci, Flavia Pennetta e Mara Santangelo
- 2009 contra os EUA por 4-0, com Flavia Pennetta, Sara Errani e Roberta Vinci
- 2010 contra os EUA por 3-1, com Flavia Pennetta, Sara Errani e Roberta Vinci